# Barasso
Barasso (lombardul: Barass) település Olaszországban, Varese megyében. Lakosainak száma 1640 fő (2023. január 1.). Barasso Castello Cabiaglio, Cuvio, Luvinate, Casciago, Comerio és Gavirate községekkel határos.

## Népesség
A település népessége az elmúlt években az alábbi módon változott:
| Lakosok száma | 1667 | 1696 | 1640 |
|               | 2017 | 2018 | 2023 |